# Bergen County
Bergen County ist ein County im Bundesstaat New Jersey. Der Verwaltungssitz (County Seat) ist Hackensack. Bergen County ist das bevölkerungsreichste County New Jerseys und ist im östlichen Teil stark verstädtert. Es gehört zur Metropolregion von New York City und ist Manhattan direkt benachbart.

## Geschichte
Bergen County wurde 1683 als ein Teil des Territoriums East Jersey gegründet. Von 1894 bis 1938 war das County durch ein Netz von Überlandstraßenbahnen erschlossen, das ab den 1920er Jahren sukzessive durch Buslinien ersetzt wurde.
Vier Orte im County haben den Status einer National Historic Landmark. 272 Bauwerke und Stätten des Countys sind insgesamt im National Register of Historic Places eingetragen (Stand 16. Februar 2018).

## Geographie
Das County hat eine Fläche von 639 Quadratkilometern, wovon 33 Quadratkilometer Wasserflächen sind. Bergen County grenzt im Norden an Rockland County (New York), im Osten an den Hudson River, im Süden an Hudson County und Essex County und im Westen an Passaic County.

## Demografische Daten

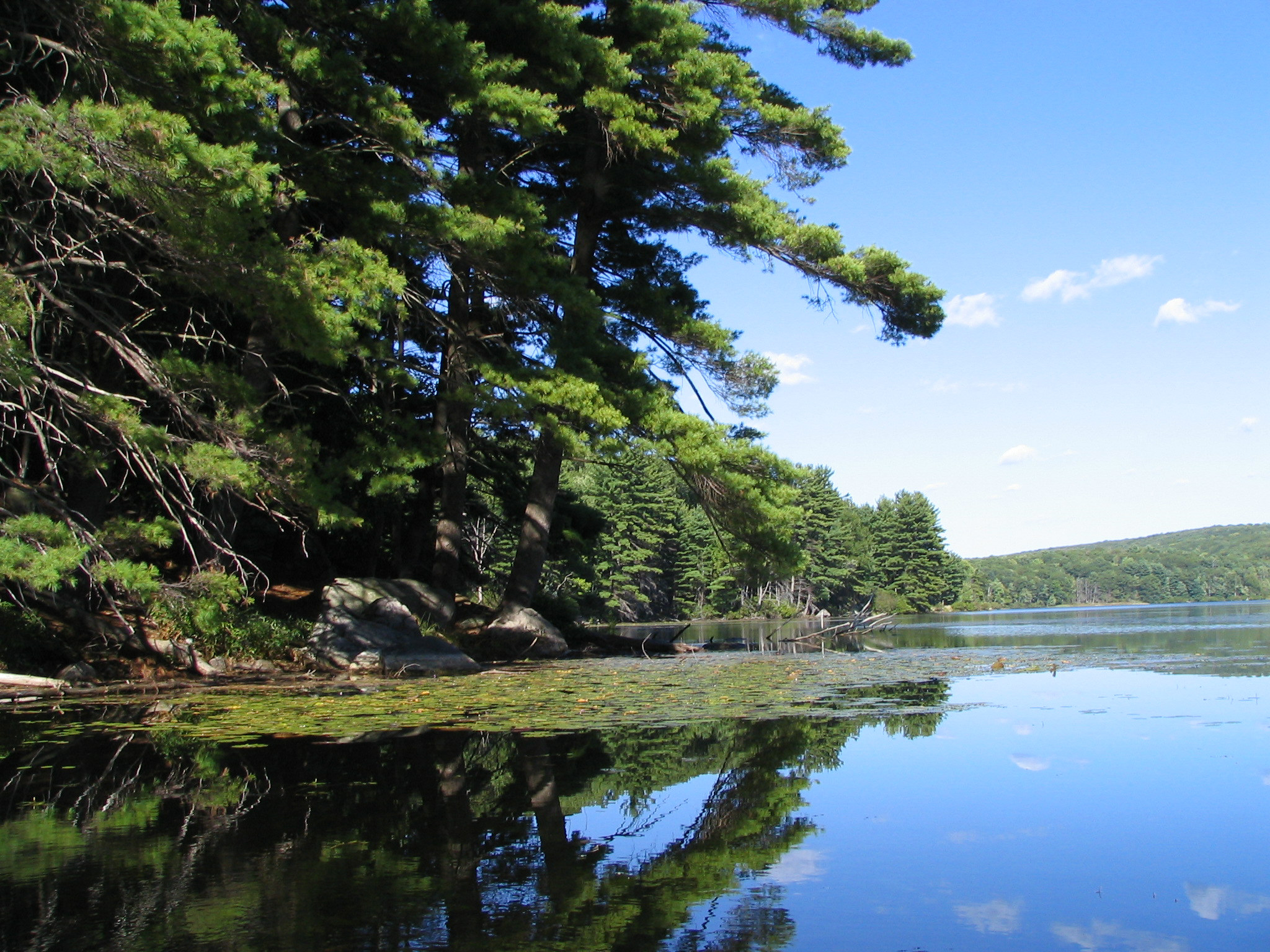
Der Lake Kanawauke im Harriman State Park

Nach der Volkszählung im Jahr 2000 lebten im County 884.118 Menschen. Es gab 330.817 Haushalte und 235.210 Familien. Die Bevölkerungsdichte betrug 1.458 Einwohner pro Quadratkilometer. Ethnisch betrachtet setzte sich die Bevölkerung zusammen aus 78,41 % Weißen, 5,27 % Afroamerikanern, 0,15 % Indianern, 10,67 % Asiatischen Amerikanern, 0,02 % Pazifischen Insulanern und 3,22 % aus anderen ethnischen Gruppen; 2,26 % stammten von zwei oder mehr ethnischen Gruppen ab. 10,34 % der Bevölkerung waren Hispanics oder Latinos.
Von den 330.817 Haushalten hatten 32,10 % Kinder und Jugendliche unter 18 Jahre, die bei ihnen lebten. 57,90 % waren verheiratete, zusammenlebende Paare, 9,70 % waren allein erziehende Mütter. 28,90 % waren keine Familien. 24,70 % waren Singlehaushalte und in 10,20 % lebten Menschen im Alter von 65 Jahren oder darüber. Die Durchschnittshaushaltsgröße betrug 2,64 und die durchschnittliche Familiengröße lag bei 3,17 Personen.
Auf das gesamte County bezogen setzte sich die Bevölkerung zusammen aus 23,00 % Einwohnern unter 18 Jahren, 6,60 % zwischen 18 und 24 Jahren, 30,60 % zwischen 25 und 44 Jahren, 24,50 % zwischen 45 und 64 Jahren und 15,20 % waren 65 Jahre alt oder darüber. Das Durchschnittsalter betrug 39 Jahre. Auf 100 weibliche Personen kamen 92,80 männliche Personen, auf 100 Frauen im Alter ab 18 Jahren kamen statistisch 89,40 Männer.
Das jährliche Durchschnittseinkommen eines Haushalts betrug 65.241 USD, das Durchschnittseinkommen der Familien betrug 78.079 USD. Männer hatten ein Durchschnittseinkommen von 51.346 USD, Frauen 37.295 USD. Das Prokopfeinkommen betrug 33.638 USD. 5,00 % der Bevölkerung und 3,40 % der Familien lebten unterhalb der Armutsgrenze. 4,90 % davon waren unter 18 Jahre und 5,90 % waren 65 Jahre oder älter.

## Städte und Ortschaften
Der Landkreis Bergen besteht aus 70 Gemeinden:
- Allendale
- Alpine
- Bergenfield
- Bogota
- Carlstadt
- Cliffside Park
- Closter
- Cresskill
- Demarest
- Dumont
- East Rutherford
- Edgewater
- Elmwood Park
- Emerson
- Englewood Cliffs
- Englewood
- Fair Lawn
- Fairview
- Fort Lee
- Franklin Lakes
- Garfield
- Glen Rock
- Hackensack
- Harrington Park
- Hasbrouck Heights
- Haworth
- Hillsdale
- Ho-Ho-Kus
- Leonia
- Little Ferry
- Lodi
- Lyndhurst
- Mahwah Township
- Maywood
- Midland Park
- Montvale
- Moonachie
- New Milford
- North Arlington
- Northvale
- Norwood
- Oakland
- Old Tappan
- Oradell
- Palisades Park
- Paramus
- Park Ridge
- Ramsey
- Ridgefield Park
- Ridgefield
- Ridgewood
- River Edge
- River Vale
- Rochelle Park
- Rockleigh
- Rutherford
- Saddle Brook
- Saddle River
- South Hackensack Township
- Teaneck
- Tenafly
- Teterboro
- Upper Saddle River
- Waldwick
- Wallington
- Washington Township
- Westwood
- Wood-Ridge
- Woodcliff Lake
- Wyckoff Township

36 Gemeinden haben mehr als zehntausend, davon zwölf mehr als 20.000 Einwohner. Folgende Gemeinden weisen Besonderheiten auf:
Hackensack ist mit 42.677 Einwohnern (Volkszählung von 2000) nach Einwohnern die größte Stadt und zugleich Verwaltungssitz der Kreisbehörde. Die Stadt ist seit 1952 Partnerstadt von Passau (Deutschland). Der in Hackensack geborene Tonmeister Rudy Van Gelder betrieb hier in den 1950er Jahren eines der bekanntesten und gefragtesten Aufnahmestudios der Vereinigten Staaten, bevor er 1959 nach Englewood Cliffs übersiedelte. In New-Yorker Umgangssprache bedeutet „I’m not from Hackensack“ so viel wie „Ich bin doch nicht blöd“.
In der zweitgrößten Stadt des Landkreises, Teaneck (39.260 Einw. 2000), wurden 1965 erstmals in den Vereinigten Staaten durch eine weiße Abstimmungsmehrheit rassenintegrierte Schulen eingeführt.
Zwischen 1900 und 1920 war die mit 35.461 Einwohnern drittgrößte Gemeinde des Landkreises, Fort Lee, die „Filmhauptstadt“ der USA, bis sie zur Mitte der Stummfilmzeit von Hollywood abgelöst wurde. Die Gemeinde wurde nach dem amerikanischen General Charles Lee benannt, einem Gegenspieler George Washingtons. Fort Lee spielte eine wichtige militärische Rolle zu Beginn des Amerikanischen Unabhängigkeitskrieges.
Englewood (mit 26.203 Einwohnern siebtgrößte Gemeinde) war Geburtsort von John Travolta und Anne Morrow Lindbergh.
In Wyckoff Township wurde 1906 Gertrude Ederle geboren, die erste Frau, die den Ärmelkanal durchschwamm.
In der mit 2.183 Einwohnern drittkleinsten Gemeinde Alpine steht der UKW-Sender Alpine Tower.
Im nur 2,9 km² großen Borough Teterboro befindet sich der Regionalflughafen Teterboro Airport, der über 1.000 Menschen beschäftigt. Seine Fläche nimmt fast das gesamte Gemeindegebiet ein und erstreckt sich auch auf Teile der benachbarten Boroughs Moonachie und Hasbrouck Heights. Er ist der älteste in Betrieb befindliche Flughafen im Raum New York City (erster Abflug 1919). Nach den Ergebnissen der Volkszählung von 2000 gab es in dem Ort nur 18 Einwohner in 7 Haushalten, so dass Teterboro vor dem mit 2,5 km² etwas flächenkleineren Rockleigh (391 Einwohner) die nach Personen kleinste Gemeinde des Countys ist.